# 寝屋川市立北小学校
寝屋川市立北小学校（ねやがわしりつ きたしょうがっこう）は、大阪府寝屋川市寿町にある公立小学校。

## 沿革
明治時代に当時の茨田郡三井村（町村制実施で北河内郡友呂岐村）に設置された学校を起源とする。当初は村の名前をとって友呂岐尋常小学校と称していた。1941年（昭和16年）の国民学校令の施行により友呂岐国民学校と称したが、1943年（昭和18年）に友呂岐村が周辺の村と合併して寝屋川町となった際に寝屋川北国民学校に改称している。
1947年（昭和22年）の学制改革により寝屋川町立北小学校と称し、その後1951年（昭和26年）の市制施行に伴い現在の校名となった。
寝屋川市が宅地化したことに伴う児童数増加により、当校から5小学校を分離開校させている。

### 年表
- 1874年10月1日 - 堺県河内国第百三十八番小学校として創立。
- 1875年7月10日 - 三井小学校に改称。
- 1887年4月1日 - 茨田郡三井尋常小学校に改称。
- 1896年4月1日 - 郡の合併により、北河内郡三井尋常小学校に改称。
- 1900年4月1日 - 北河内郡友呂岐尋常小学校に改称。
- 1908年4月1日 - 北河内郡友呂岐尋常高等小学校に改称。
- 1941年4月1日 - 国民学校令により、北河内郡友呂岐国民学校に改称。
- 1944年4月1日 - 合併で寝屋川町になったことに伴い、北河内郡寝屋川北国民学校に改称。
- 1947年4月1日 - 学制改革により、寝屋川町立北小学校に改称。
- 1951年5月3日 - 寝屋川市の市制施行により、寝屋川市立北小学校に改称。
- 1952年4月1日 - 寝屋川市立第五小学校を分離。
- 1966年4月1日 - 寝屋川市立池田小学校を分離。
- 1967年4月1日 - 校区の一部を、新設の寝屋川市立中央小学校校区へ分離。
- 1969年4月1日 - 寝屋川市立木屋小学校を分離。
- 1970年4月1日 - 寝屋川市立田井小学校を分離。

## 通学区域
- 寝屋川市 香里北之町、香里新町、香里南之町、寿町、松屋町。
卒業生は寝屋川市立第三中学校に進学する。

## 出身者
- 酒井茉耶 - 秋田放送アナウンサー[1][2]

海原やすよ・ともこ

## 交通
- 京阪本線 香里園駅 西へ約600m。